# Klávesový nástroj

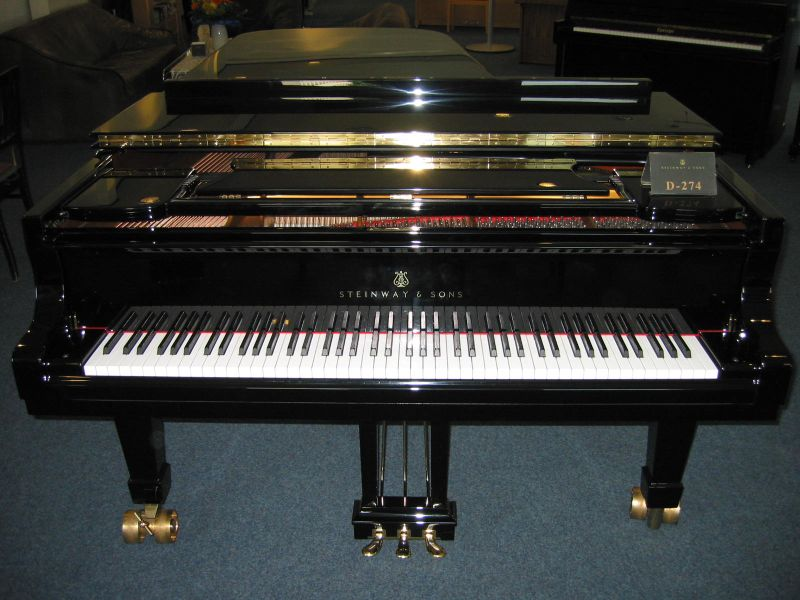
Grand piano

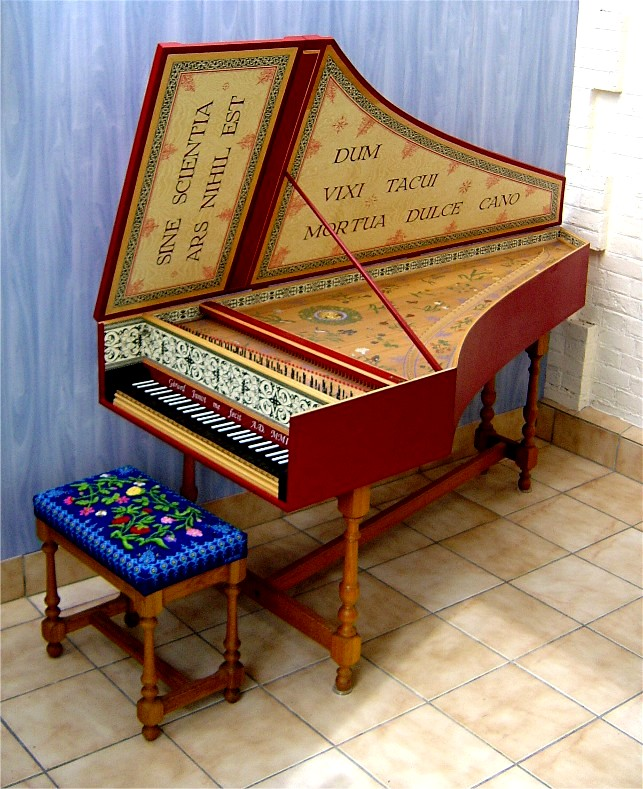
Cembalo

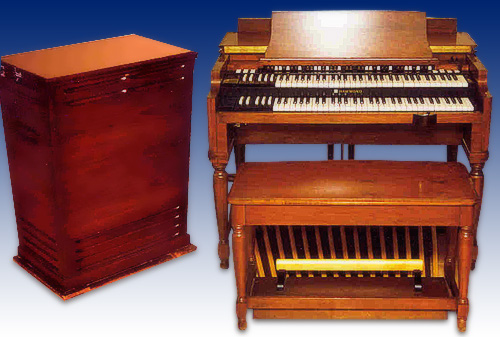
Hammondovy varhany

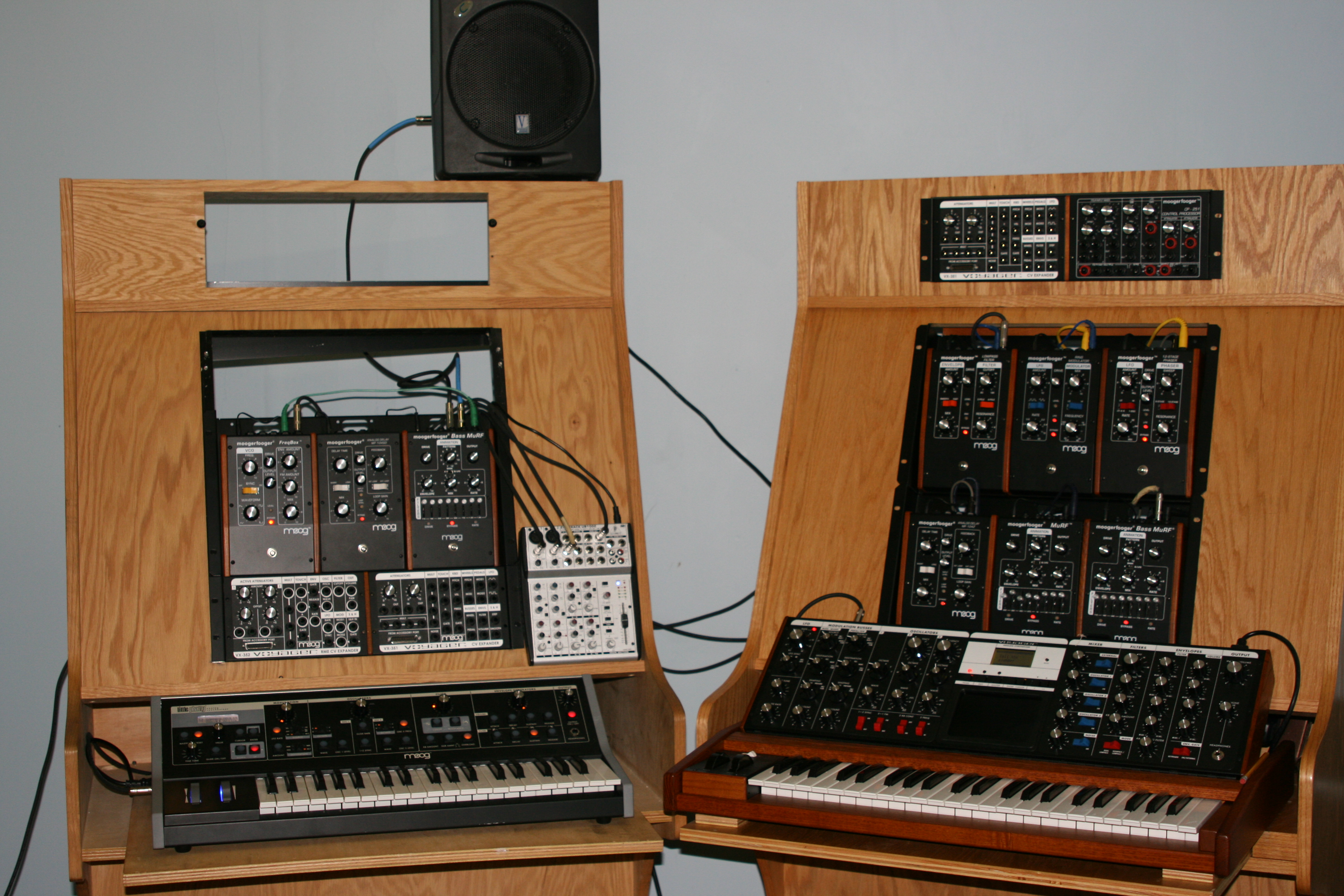
Moog syntezátorů

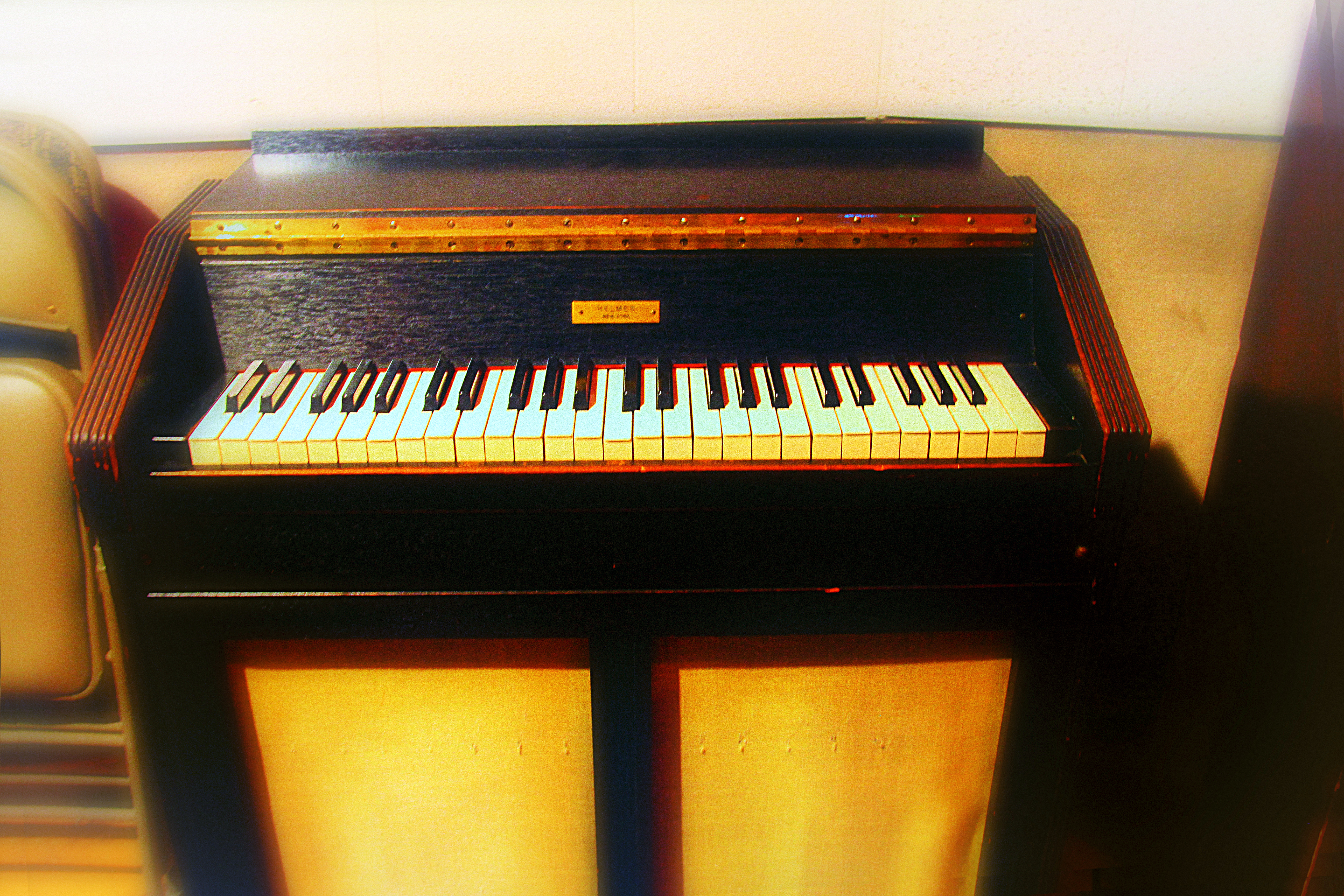
Celesta

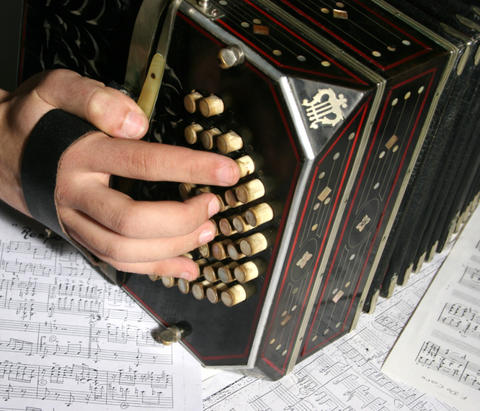
Bandoneon

Klávesové nástroje jsou ty hudební nástroje, pro jejichž ovládání slouží klaviatura. K nejznámějším klávesovým nástrojům patří klavír a varhany, klaviatura slouží také pro ovládání většiny syntezátorů a dalších elektronických hudebních nástrojů. Klávesové nástroje však můžeme najít ve většině skupin Sachs-Hornbostelovy klasifikace hudebních nástrojů.

## Historie
Nejstarším klávesovým nástrojem jsou varhany, známé již více než 2000 let. Nejstarší varhany měly jen několik píšťal a pro jejich ovládání sloužily páky, obsluhované při hře celou rukou. Počet píšťal a tím i počet kláves postupně rostl a klávesy se zmenšovaly. Kolem 15. století měla většina nástrojů sedm kláves v oktávě, umožňujících hru starých modálních stupnic.[zdroj⁠?!]
Dalšími klávesovými nástroji jsou předchůdci dnešního klavíru klavichord a cembalo, které se objevily ve 14. století.[zdroj⁠?!]
Postupně byly přidávány další tóny do oktávy a časem se uspořádání klaviatury ustálilo na dnes používané kombinaci sedmi bílých a pěti černých kláves v oktávě. Nejstaršími známými varhanami s tímto uspořádáním klaviatury je nástroj v německém Halberstadtu, který postavil Nicholas Faber v roce 1361.[zdroj⁠?!]
Kolem roku 1700 vytvořil Florenťan Bartolomeo Cristofori první klavír, jehož současná podoba se ustálila v polovině 19. století.[zdroj⁠?!]
Některé nástroje, jako např. některé akordeony, používají klaviaturu s odlišným uspořádáním. U dalších, např. u zvonkoher, se používají klaviatury s odlišnou velikostí. Uspořádání, odvozené od běžné klaviatury má i varhanní pedál, určený pro hru basových tónů.[zdroj⁠?!]
Některé laděné bicí nástroje mají kameny uspořádané podobně jako klávesy klaviatury. K těmto nástrojům patří např. xylofon, marimba, vibrafon nebo zvonkohra bez klaviatury.[zdroj⁠?!]

## Třídění klávesových nástrojů

### Chordofony
- Klavichord
- Cembalo
- Klavír
- Niněra

### Aerofony
- Akordeon
- Harmonium
- Varhany

### Idiofony
- Zvonkohra
- Celesta
- Xylofon

### Elektrofony
- Martenotovy vlny
- Elektromechanické varhany
  - Orgatron
  - Varhany Hammond
- Elektronické varhany
  - Varhany Farfisa
  - Varhany Ionika
  - Varhany Vox
- Elektrické piano
  - Piano Fender-Rhodes
  - Piano Wurlitzer
  - Clavinet
  - Pianet
- Elektronické piano
- Digitální piano
- Mellotron
- Syntezátor